# Kanton Macouria
Kanton Macouria (francouzsky Canton de Macouria) byl francouzský kanton v departementu Francouzská Guyana v regionu Francouzská Guyana. Tvořila ho pouze obec Macouria. Zrušen byl po reformě kantonů 2014.